# 自动填写程序
自动填写程序是某些计算机程序或应用程序中的一项功能，通常这项功能会自动填写包含網頁表單的计算机程序以及应用程序。
在大多数情况下（例如在Internet Explorer或Google工具栏中），填写项取决于表单字段的名称，以免在姓氏字段中填写街道名称，反之亦然。对于这种情况，RFC 3106为此类表单字段提供了建议名称。在早期的HTML5规范中，不再引用该RFC，因此名称的选择取决于每种浏览器的具体实施。但万维网联盟在最新的HTML5.2规范中再次提到了此项功能。
专门从事自动填写程序的公司有：
- Google[2]
- Safari[3]
- Fillr[4]
- Dashlane（英语：Dashlane）

## 外部連結
- RFC 3106
- RFC 4112
- PCMag百科全书条目 （页面存档备份，存于）
- HTML 5.2 规范中的自动填写程序部分 （页面存档备份，存于）